# Danmarks Medie- og Journalisthøjskole
Danmarks Medie- og Journalisthøjskole (DMJX) opstod 1. januar 2008 som en fusion mellem Danmarks Journalisthøjskole (DJH) og Den Grafiske Højskole (DGH).
Beslutningen om at støtte en sammenlægning af de to uddannelsesinstitutioner blev truffet af bestyrelserne kort før jul i december 2006. Lovforslaget vedrørende fusionen mellem DGH og DJH blev fremlagt i Folketinget i januar/februar 2007.
DMJX optager hvert år godt 500 studerende på de 6 bacheloruddannelser: Journalistik, Kommunikation, Tv- og Medietilrettelæggelse, Medieproduktion og Ledelse, Fotojournalistisk samt Visuel Kommunikation (som består af 4 linjer: Fotografisk Kommunikation, Grafisk Design, Interaktivt Design og Kreativ Kommunikation).
Desuden tager op mod 2.000 kursister hvert år efter- og videreuddannelse på et af højskolens mange branchekurser eller på Akademi- og Diplomniveau.
Danmarks Medie- og Journalisthøjskole beskæftiger omkring 160 ansatte, undervisere, forskere og administrative medarbejdere og samarbejder desuden med store dele af medie- og kommunikationsbranchen om blandt andet udvikling, events og efteruddannelse.
Højskolen har domicil i Aarhus og København.

## Rektorat
Skolens rektor har siden 2022 været Julie Sommerlund.